# Zajączków (Mazovie)
Pour les articles homonymes, voir Zajączków.
Zajączków (prononciation : [zaˈjɔnt͡ʂkuf]) est un village polonais de la gmina de Chotcza dans le powiat de Lipsko de la voïvodie de Mazovie dans le centre-est de la Pologne.
Il se situe à environ 9 kilomètres à l'ouest de Chotcza (siège de la gmina), 11 km au nord de Lipsko (siège du powiat) et à 118 km au sud-est de Varsovie (capitale de la Pologne).

## Histoire
De 1975 à 1998, le village appartenait administrativement à la voïvodie de Radom.